# Kazajistán en los Juegos Olímpicos de Londres 2012
Kazajistán estuvo representado en los Juegos Olímpicos de Londres 2012 por un total de 115 deportistas que compitieron en 16 deportes. Responsable del equipo olímpico fue el Comité Olímpico Nacional de Kazajistán, así como las federaciones deportivas nacionales de cada deporte con participación.
El portador de la bandera en la ceremonia de apertura fue el luchador Nurmajan Tinaliyev.

## Medallistas
El equipo olímpico kazajo obtuvo las siguientes medallas:
| Nombre               | Deporte            | Competición             |
| -------------------- | ------------------ | ----------------------- |
| Oro                  |                    |                         |
| Olga Rypakova        | Atletismo          | Triple salto F          |
| Serik Sapiyev        | Boxeo              | Wélter (69 kg) M        |
| Alexandr Vinokurov   | Ciclismo en ruta   | Ruta M                  |
| Zulfiya Chinshanlo   | Halterofilia       | 53 kg F                 |
| Maiya Maneza         | Halterofilia       | 63 kg F                 |
| Svetlana Podobedova  | Halterofilia       | 75 kg F                 |
| Ilia Ilin            | Halterofilia       | 94 kg M                 |
| Plata                |                    |                         |
| Adilbek Niyazymbetov | Boxeo              | Semipesado (81 kg) M    |
| Anna Nurmujambetova  | Halterofilia       | 69 kg F                 |
| Bronce               |                    |                         |
| Ivan Dychko          | Boxeo              | Superpesado (+91 kg) M  |
| Marina Volnova       | Boxeo              | Semipesado (69–75 kg) F |
| Danial Gazhiyev      | Lucha grecorromana | 84 kg M                 |
| Akzhurek Tanatarov   | Lucha libre        | 84 kg M                 |
| Daulet Shabanbai     | Lucha libre        | 120 kg M                |
| Guzel Maniurova      | Lucha libre        | 72 kg F                 |